# Монтемилоне
Монтемило̀не (на италиански: Montemilone, на местен диалект Mundemelaùne, Мундемелауне) е село и община в Южна Италия, провинция Потенца, регион Базиликата. Разположено е на 320 m надморска височина. Населението на общината е 1763 души (към 2010 г.).